# Une heure avant l'aube (film, 1944)
Pour le film de 1920, voir Une heure avant l'aube.
Pour plus de détails, voir Fiche technique et Distribution.
Une heure avant l'aube (The Hour Before the Dawn) est un film américain en noir et blanc réalisé par Frank Tuttle, sorti en 1944.

## Synopsis
Dans son enfance, Jim Hetherton, durant une partie de chasse, a tué malencontreusement son chien préféré. Il décide de ne plus toucher aux armes. Lorsque la seconde guerre mondiale arrive, il se fait objecteur de conscience, au grand dam de son père et de son frère qui décident de lutter contre l'ennemi. La demeure qui jouxte la leur est habitée par une jeune femme, Dora Bruckmann. Jim fait sa connaissance et décide de l'épouser. Or, Dora est une nazie convaincue qui a été jusqu'à dénoncer son père et l'envoyer dans un camp de concentration. En fait, Dora n'est là que pour baliser le terrain afin que les avions allemands puissent bombarder les lieux...

## Fiche technique
- Titre français : Une heure avant l'aube
- Titre belge : Une heure avant l'aube
- Titre original : The Hour Before the Dawn
- Réalisation : Frank Tuttle
- Scénario : Michael Hogan (en), Lesser Samuels, d'après le roman de W. Somerset Maugham
- Chef-opérateur : John F. Seitz
- Musique : Miklós Rózsa
- Montage : Stuart Gilmore
- Direction artistique : Hans Dreier, A. Earl Hedrick
- Décors : Bertram C. Granger
- Production : William Dozier
- Société de distribution : Paramount Pictures
- Format : Noir et blanc - Aspect Ratio: 1.37:1 - son : Mono (Western Electric Mirrophonic Recording)
- Genre : Film d'espionnage, Film de guerre
- Durée : 75 minutes
- Dates de sortie : 
  - États-Unis : 10 mai 1944
  - France : 28 février 1947

## Distribution
- Franchot Tone : Jim Hetherton
- Veronica Lake : Dora Bruckmann
- John Sutton : Roger Hetherton
- Binnie Barnes : May Hetherton
- Henry Stephenson : Général Hetherton
- Philip Merivale : Sir Leslie Buchanon
- Nils Asther : Kurt Van der Breughel
- Edmond Breon : Freddy Merritt
- David Leland : Tommy Hetherton
- Aminta Dyne : Hertha Parkins
- Otto Reichow
- Harry Allen : M. Saunders
- David Clyde
- Harry Cording : Sam
- Marie De Becker : Amelia
- Leslie Denison : Capitaine Atterley
- Charles H. Faber
- Deidre Gale : Emma
- Mary Gordon : Annie
- Boyd Irwin
- Thomas Louden : Wilmington
- Morton Lowry : Jackson
- Tempe Pigott : Mme Saunders
- Ivan F. Simpson